# Яссін Шихав'ї
Яссін Шихав'ї (араб. ياسين الشيخاوي, *нар. 22 вересня 1986, Радес) — туніський футболіст, півзахисник клубу «Етюаль дю Сахель» та національної збірної Тунісу.

## Клубна кар'єра
Народився 22 вересня 1986 року в місті Радес. Вихованець футбольної школи клубу «Етюаль дю Сахель». Дорослу футбольну кар'єру розпочав 2004 року в основній команді того ж клубу, в якій провів три сезони, взявши участь у 62 матчах чемпіонату. Більшість часу, проведеного у складі «Етюаль дю Сахель», був основним гравцем команди.
До складу клубу «Цюрих» приєднався 2007 року підписавши п'ятирічний контракт. У сезоні 2014–15 Яссін був капітаном команди.
3 серпня 2015 Шихав'ї переходить до клубу «Аль-Гарафа». Відігравши лише 14 матчів його віддлаи в оренду до іншого катарської команди «Аль-Аглі» (Доха). Після завершення сезону тунісець уклав однорічну угоду з «Аль-Аглі».
Влітку 2018 Яссін повернувся до свого рідного клубу «Етюаль дю Сахель» кольори якого наразі захищає.

## Виступи за збірну
У 2006 році дебютував в офіційних матчах у складі національної збірної Тунісу. Наразі провів у формі головної команди країни 28 матчів, забивши 3 голи.
У складі збірної був учасником чемпіонату світу 2006 року у Німеччині, Кубка африканських націй 2008 року у Гані, а також Кубка африканських націй 2012 року у Габоні та Екваторіальній Гвінеї.

## Титули і досягнення

### Клубні
«Етюаль дю Сахель»
- Чемпіон Тунісу (1): 2006–07
- Кубок арабських чемпіонів (1): 2018–19

«Цюрих»
- Суперліга (1): 2008–09
- Кубок Швейцарії (1): 2013–14

## Індивідуальні
- Гравець року в Тунісі (1): 2006.